# Omrežje 5G
Omrežje 5G je brezžično mobilno omrežje pete generacije, ki deluje s pomočjo radijskih valov v višjih frekvenčnih pasovih.  5G omrežja so na voljo v dveh frekvenčnih spektrih. Prvo frekvenčno območje deluje od 450 MHz do 6 GHz, kar vključuje frekvenčno območje LTE, ter frekvenčno območje dva, ki deluje od 24,25 GHz do 52,6 GHz.  

## Razvoj
Začetki razvoja 5G omrežja segajo v leto 2015, ko se je ustvaril 5G Technology Forum (5GTF), v katerem so delovali ključni proizvajalci telekomunikacijskih storitev (Ericsson, Qualcomm, Intel in Samsung). Skupaj so leta 2017 zasnovali prve standarde in tehnološke rešitve, ki so potrebni za uvajanje 5G omrežja. Prvega decembra leta 2018 je bila Južna Koreja prva država, ki je ponudila peto generacijo mobilnega brezžičnega omrežja.  Po podatkih naj bi imela 5G omrežja do leta 2025 že več kot 1,7 milijarde naročnikov. 

## Lastnosti[3]
Glavne prednosti 5G omrežja v primerjavi s predhodnikom 4G:  
- Hitrost prenosa podatkov do 20Gbps, kar je 10 do 100-krat hitrejše od omrežja 4G.
- Časovna zakasnitev povratne informacije znaša le nekaj milisekund (1-5ms).
- Širokopasovni dostop 1000krat hitrejši.
- Povezanost naprav do 100x večja.
- Razpoložljivost  99,999% oziroma pokritost območja je 100%.
- Zmanjšanje uporabe električne energije v omrežju za 90%.

## Vpliv na zdravje
Organizacija WHO po preučitvi trenutno dostopnih raziskav ni zaznala povečanega vpliva 5G neionizirajočega sevanja na zdravje ljudi. Z višanjem frekvence brezžičnega omrežja se zmanjša penetracija sevanja v globino tkiv, vendar ima večji vpliv na kožo in oči. V primeru, da izpostavljenost ostane znotraj določenih, vnaprej predpisanih mej, ne predvidevajo vpliva na zdravje ljudi.